# Парк (округ, Колорадо)
Парк (англ. Park County) — округ в штате Колорадо, США. Официально образован в 1861 году. По состоянию на 2010 год, численность населения составляла 16 206 человек.

## География
По данным Бюро переписи США, общая площадь округа равняется 5 726,496 км2, из которых 5 682,466 км2 суша, и 44,030 км2, или 0,800 % — это водоёмы.

## Население
По данным переписи населения 2000 года в округе проживает 14 523 жителей в составе 5 894 домашних хозяйств и 4 220 семей. Плотность населения составляет 3,00 человека на км2. На территории округа насчитывается 10 697 жилых строений, при плотности застройки около 2,00-х строений на км2. Расовый состав населения: белые — 95,07 %, афроамериканцы — 0,50 %, коренные американцы (индейцы) — 0,92 %, азиаты — 0,41 %, гавайцы — 0,03 %, представители других рас — 1,23 %, представители двух или более рас — 1,84 %. Испаноязычные составляли 4,32 % населения независимо от расы.
В составе 30,20 % из общего числа домашних хозяйств проживают дети в возрасте до 18 лет, 64,10 % домашних хозяйств представляют собой супружеские пары, проживающие вместе, 4,40 % домашних хозяйств представляют собой одиноких женщин без супруга, 28,40 % домашних хозяйств не имеют отношения к семьям, 21,10 % домашних хозяйств состоят из одного человека, 3,20 % домашних хозяйств состоят из престарелых (65 лет и старше), проживающих в одиночестве. Средний размер домашнего хозяйства составляет 2,45 человека, и средний размер семьи 2,86 человека.
Возрастной состав округа: 23,50 % моложе 18 лет, 5,10 % от 18 до 24, 33,40 % от 25 до 44, 30,60 % от 45 до 64 и 30,60 % от 65 и старше. Средний возраст жителя округа 40 лет. На каждые 100 женщин приходится 107,10 мужчин. На каждые 100 женщин старше 18 лет приходится 107,60 мужчин.
Средний доход на домохозяйство в округе составлял 51 899 USD, на семью — 57 025 USD. Среднестатистический заработок мужчины был 41 480 USD против 27 807 USD для женщины. Доход на душу населения составлял 25 019 USD. Около 3,40 % семей и 5,60 % общего населения находились ниже черты бедности, в том числе — 5,60 % молодежи (тех, кому ещё не исполнилось 18 лет) и 5,70 % тех, кому было уже больше 65 лет.